# Mikołaj Marcin Drohojowski
Mikołaj Marcin Drohojowski z Drohojowa herbu Korczak (ur. ok. 1591, zm. 1624), szlachcic polski, polski rycerz, starościc przemyski, właściciel zamku  i dóbr w Rybotyczach, w Bachowie i całego klucza babickiego.
Syn Jana Tomasza Drohojowskiego i Jadwigi Herbut. Ożenił się z Zofią Baranowską.
Jego ojciec zapożyczył się, w celu wystawienia własnego pułku i udzielenia pożyczki dla Tarnowskiego, co wpłynęło, mimo przyczynienia się do zwycięskich bitew na Wołoszczyźnie, na utratę dóbr. Ojciec Mikołaja, został zabity podczas napadu Stanisława Stadnickiego Diabła na zamek w 1605 r. W tym  roku, po śmierci ojca, zamek w Rybotyczach najechał Jan Krasicki, a po nim Marcin Stadnicki oblegał zamkniętą matkę Mikołaja Marcina,  Jadwigę Drohojowską wraz z nieletnim synem. Z braku żywności poddano zamek, a najeźdźca przywłaszczył całe jego wyposażenie. W zamku potem przebywał Stanisław Stadnicki, zwany Diabłem Łańcuckim, po swojej ucieczce ze zdobytego przez Łukasza Opalińskiego Łańcuta (1609).
W 1617 roku Mikołaj Marcin większą część swych dziedzicznych majętności, tj. miasteczko Rybotycze z przyległościami i zamkiem, wsie: Borysławka, Posada Rybotycka, Brzoska, Jamna, Trójca, Łomna, Grosiowa, Trzcinica, Krywe, Wojtkowa, Sienkowa, Jurkowa z wójtostwem, połowę Łodzinki i część w Sopotniach sprzedał Mikołajowi Wolskiemu – marszałkowi koronnemu. W 1620 roku sprzedał jemu cały klucz babicki.